# Gerhard I. von Schauenburg
Gerhard von Schauenburg (* nach 1297; † 1. Januar 1352 oder 1353) war von 1346 bis 1352 oder 1353 Bischof von Minden. Später wurde er als Mindener Bischof auch als Gerhard I. bezeichnet, um ihn von späteren Bischöfen namens Gerhard zu unterscheiden.

## Familie
Gerhard war ein Graf aus dem Haus Schauenburg, genauer der Linie Holstein-Schauenburg und wird daher manchmal auch als Gerhard von Holstein-Schauenburg oder Gerhard von Holstein geführt. Gerhard war der erste zahlreicher Mindener Bischöfe aus dem Haus Schaumburg. Gerhards Vater war Graf Adolf VI. von Holstein-Schauenburg-Pinneberg († 1315). Adolf VI. war regierender Graf von Holstein-Pinneberg von 1290 bis zu seinem Tod. Seine Mutter war Helene von Sachsen-Lauenburg. Gerhards gleichnamiger Neffe Gerhard war als Gerhard II. von 1361 bis 1366 ebenfalls Bischof von Minden. Gerhards I. Bruder Erich († 21. Oktober 1350) war Gegenbischof von Heinrich III. von Braunschweig-Lüneburg im Bistum Hildesheim.

## Bischof von Minden

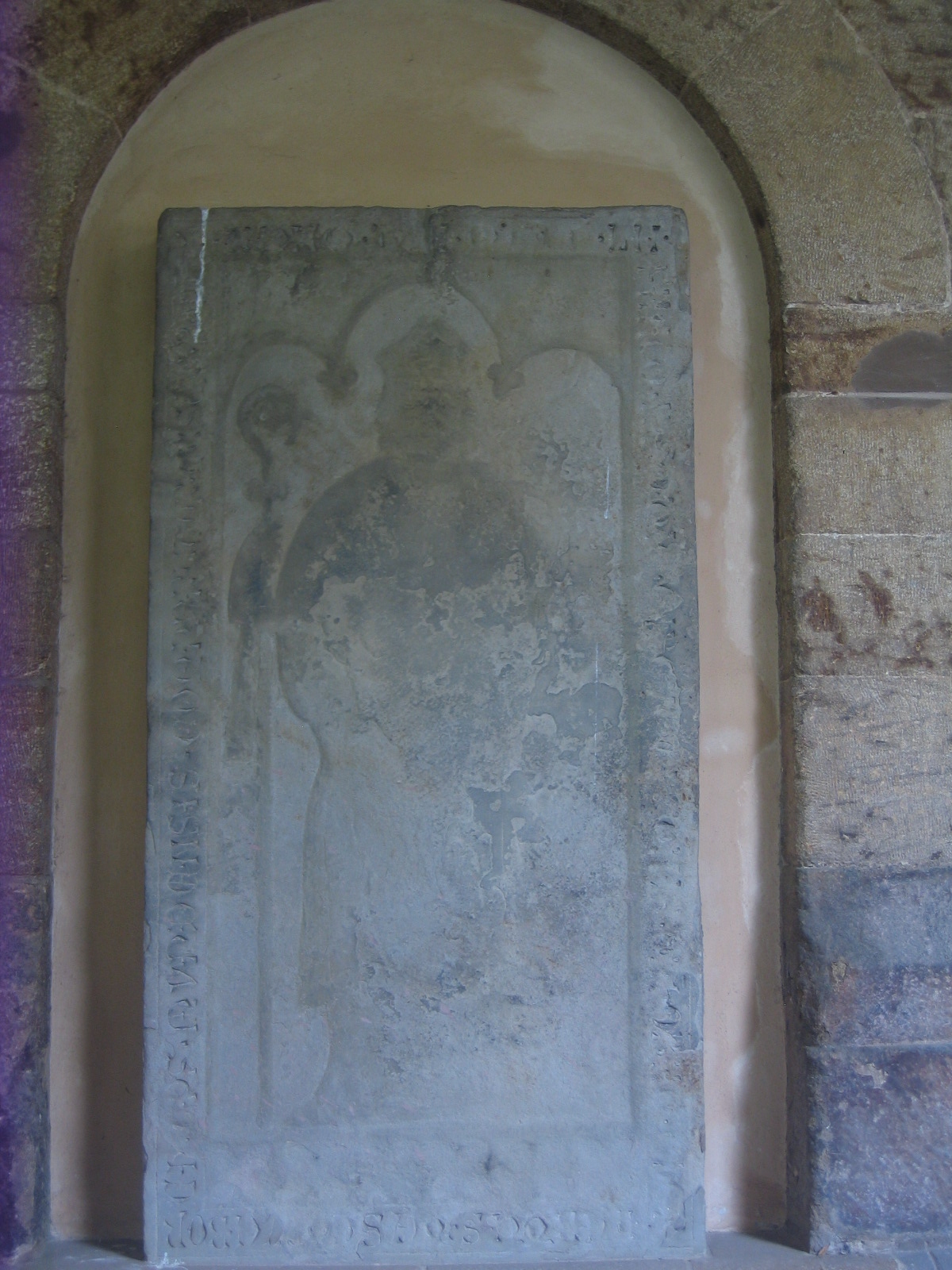
Gerhards Grabplatte

Gerhard war mindestens seit 1300 Mindener Domherr und seit 1338 als Dechant des Domkapitels. In Hildesheim und Halberstadt war er Kanoniker an den dortigen Domkapiteln.
Ab 1346 war Gerhard I. bis zu seinem Tod am 1. Januar 1352 oder 1353 Bischof von Minden. Er wurde im Mindener Dom beigesetzt. Seine Grabplatte ist heute im Kreuzgang aufgestellt. Kurz vor seinem Tod konnte er die Burg Rahden für das Bistum in Besitz nehmen. Sein Todesjahr ist nicht gesichert. Die Bischofschroniken nennen 1353, die Grabplatte den 1. Januar 1352.